# Жёлтая (приток Уяндины)
Жёлтая — река в Абыйском улусе Якутии, левый приток Уяндины. Длина реки — 165 км. Площадь водосборного бассейна — 881 км².
Река берёт начало на восточных склонах хребта Эстериктях-Тас на высоте более 200 м над уровнем моря. Течёт преимущественно по лесотундре с преобладанием лиственницы на юго-восток, делая значительный изгиб к югу в среднем течении. В низовьях течёт пости параллельно Уяндине, сильно меандрирует. Впадает в Уяндину по левому берегу на отметке ниже 42 м над уровнем моря, в 316 км от устья Уяндины, выше впадения в неё реки Буор-Юрях. Ширина перед устьем — 47 м при глубине 1 м; скорость течения в низовьях составляет 0,7 м/с. Населённые пункты на реке отсутствуют. 

## Основные притоки
Указаны поименованные притоки длиной 20 км и более
| Название  | Расстояние от устья | Длина | Положение |
| --------- | ------------------- | ----- | --------- |
| Чыбакылах | 57                  | 22    | левый     |
| Анхайдах  | 135                 | 26    | левый     |

## Данные водного реестра
По данным государственного водного реестра России и геоинформационной системы водохозяйственного районирования территории РФ, подготовленной Федеральным агентством водных ресурсов:
- Бассейновый округ — Ленский
- Речной бассейн — Индигирка
- Речной подбассейн — нет
- Водохозяйственный участок — Индигирка от впадения Момы до водомерного поста Белая Гора
- Код водного объекта — 18050000312117700064132